# Прямий хрест (геральдика)
Прямий хрест - термін, що використовується в геральдиці, що позначає зображення на гербі або прапорі хреста, перекладини якого розташовані паралельно і перпендикулярно країв герба або прапора. Такий хрест іноді називають грецьким.
Універсальний символ, що веде своє походження з найдавніших часів. Це здебільшого космічний символ. Хрест — центр світу і, отже, точка сполучення між Небом і Землею і космічна вісь, що має символізм Космічного Дерева, гори, колони, сходів тощо. Хрест уособлює Древо Життя та Дерево Харчування, а також універсальну архетипову людину, здатну до нескінченного та гармонійного розширення як у горизонтальному, так і у вертикальному вимірі.
Лінія вертикальна - небесна, духовна та інтелектуальна, позитивна, активна, чоловіча; лінія горизонтальна є земною, раціональною, пасивною, негативною та жіночою. Хрест, як ціле, утворює первісний андрогін. Це закладений у природі дуалізм та єдність протилежностей. Він уособлює духовну єдність та інтеграцію душі людини у горизонтально-вертикальному аспекті, необхідному для повноти життя.
Прямий хрест (він же грецький хрест) - хрест найпростішої форми. З кінцями рівної довжини. Цей знак - званий також crux quadrata - використовувався з доісторичних часів у різних значеннях - як символ бога сонця, бога дощу, елементів, з яких створено світ: повітря, земля, вогонь і вода. У ранньому християнстві грецький хрест символізував Христа. На національному прапорі Греції цей хрест, білий на синьому фоні, вперше з'явився в 1820, символізуючи боротьбу проти правління турків-мусульман.
Перший раз білий «грецький хрест» на червоному тлі з'явився на військовому прапорі Швіца, одного з трьох кантонів, які об'єдналися проти Священної Римської імперії у 1291 році. Хоча у Швейцарії його зображували на прапорі з 1339 року, цей «знак Святого хреста» (відомий також як «Женевський хрест») офіційно був прийнятий як національний лише 1848 року.